# Elpidio Valdés
 (mai 2008).
Si vous disposez d'ouvrages ou d'articles de référence ou si vous connaissez des sites web de qualité traitant du thème abordé ici, merci de compléter l'article en donnant les références utiles à sa vérifiabilité et en les liant à la section « Notes et références ».
Elpidio Valdés est un personnage de fiction de dessins animés et de bande dessinée cubains. Il fut créé par le père de l'animation cubaine Juan Padrón. Elpidio Valdés est un mambí qui lutte pour la libération de sa patrie du joug de l'oppresseur espagnol, et représente les paysans cubains qui au XIXe siècle s'unirent aux esclaves, et propriétaires terriens pour former l'Armée de libération lors de la guerre des Dix Ans.
Il est accompagné de plusieurs personnages récurrents :
- María Silvia sa femme
- Palmiche son cheval
- Pepe le clairon

## Liste des aventures d'Elpidio Valdés
Elpidio Valdés est apparu dans une grande quantité de courts et longs métrages.
- Una Aventura de Elpidio Valdés (1974)
- Elpidio Valdés contra el tren militar (1974)
- Elpidio Valdés contra la policía de Nueva York (1976)
- El machete (1975)
- El Clarín mambí (1976)
- Elpidio Valdés asalta el convoy (1976)
- Elpidio Valdés está rodeado (1977)
- Elpidio Valdés encuentra a Palmiche (1977)
- Elpidio Valdés contra los rayadillos (1978)
- Elpidio Valdés fuerza la trocha (1978)
- Elpidio Valdés (1979) - (long métrage)
- Elpidio Valdés y el fusil (1979)
- Elpidio Valdés contra la cañonera (1980)
- Elpidio Valdés contra dólar y cañón (1983) - (long métrage)
- Elpidio Valdés en campaña de verano (1988)
- Elpidio Valdés ¡Capturado! (1988)
- Elpidio Valdés ataca a Jutía Dulce (1988)
- Elpidio Valdés y el 5to de cazadores (1988)
- Elpidio Valdés y Palmiche contra los lanceros (1989)
- Elpidio Valdés y la abuelita de Weyler (1989)
- Elpidio Valdés se casa (1991)
- Elpidio Valdés conoce a Fito (1992)
- Elpidio Valdés y los inventores (1992)
- Más se perdió en Cuba (1995)
- Contra el águila y el león (1996) - (long métrage)
- Elpidio Valdés contra el fortín de hierro (2000)
- Elpidio Valdés se enfrenta a Resóplez (2000)
- Pepe descubre la rueda (2002)
- Elpidio Valdés ataca trancalapuerta (2003)